# Sent Severin
Sent Severin (en francès Saint-Séverin) és un municipi francès situat al departament del Charente i a la regió de la Nova Aquitània. L'any 2007 tenia 781 habitants.

## Demografia

### Població
El 2007 la població de fet de Saint-Séverin era de 781 persones. Hi havia 361 famílies de les quals 115 eren unipersonals (48 homes vivint sols i 67 dones vivint soles), 143 parelles sense fills, 79 parelles amb fills i 24 famílies monoparentals amb fills.
La població ha evolucionat segons el següent gràfic:
Habitants censats

### Habitatges
El 2007 hi havia 485 habitatges, 367 eren l'habitatge principal de la família, 90 eren segones residències i 29 estaven desocupats. 465 eren cases i 20 eren apartaments. Dels 367 habitatges principals, 266 estaven ocupats pels seus propietaris, 91 estaven llogats i ocupats pels llogaters i 10 estaven cedits a títol gratuït; 1 tenia una cambra, 20 en tenien dues, 62 en tenien tres, 113 en tenien quatre i 171 en tenien cinc o més. 318 habitatges disposaven pel capbaix d'una plaça de pàrquing. A 178 habitatges hi havia un automòbil i a 145 n'hi havia dos o més.

### Piràmide de població
La piràmide de població per edats i sexe el 2009 era:
| Homes | Edats   | Dones |
| ----- | ------- | ----- |
| 0     | 95 o +  | 4     |
| 0     | 90 a 94 | 4     |
| 12    | 85 a 89 | 24    |
| 8     | 80 a 84 | 16    |
| 8     | 75 a 79 | 32    |
| 32    | 70 a 74 | 16    |
| 28    | 65 a 69 | 32    |
| 20    | 60 a 64 | 20    |
| 8     | 55 a 59 | 40    |
| 24    | 50 a 54 | 12    |
| 24    | 45 a 49 | 28    |
| 32    | 40 a 44 | 16    |
| 24    | 35 a 39 | 20    |
| 24    | 30 a 34 | 16    |
| 16    | 25 a 29 | 32    |
| 12    | 20 a 24 | 12    |
| 4     | 15 a 19 | 8     |
| 24    | 10 a 14 | 24    |
| 16    | 5 a 9   | 16    |
| 12    | 0 a 4   | 12    |

## Economia
El 2007 la població en edat de treballar era de 481 persones, 343 eren actives i 138 eren inactives. De les 343 persones actives 308 estaven ocupades (174 homes i 134 dones) i 36 estaven aturades (12 homes i 24 dones). De les 138 persones inactives 59 estaven jubilades, 28 estaven estudiant i 51 estaven classificades com a «altres inactius».

### Ingressos
El 2009 a Saint-Séverin hi havia 350 unitats fiscals que integraven 733 persones, la mediana anual d'ingressos fiscals per persona era de 15.804 €.

### Activitats econòmiques
Dels 46 establiments que hi havia el 2007, 1 era d'una empresa alimentària, 2 d'empreses de fabricació d'altres productes industrials, 8 d'empreses de construcció, 13 d'empreses de comerç i reparació d'automòbils, 6 d'empreses de transport, 3 d'empreses d'hostatgeria i restauració, 2 d'empreses financeres, 1 d'una empresa immobiliària, 3 d'empreses de serveis, 4 d'entitats de l'administració pública i 3 d'empreses classificades com a «altres activitats de serveis».
Dels 16 establiments de servei als particulars que hi havia el 2009, 1 era una oficina de correu, 1 una oficina bancària, 1 taller de reparació d'automòbils i de material agrícola, 1 paleta, 1 guixaire pintor, 2 fusteries, 2 lampisteries, 1 empresa de construcció, 2 perruqueries, 1 veterinari, 2 restaurants i 1 agència immobiliària.
Dels 8 establiments comercials que hi havia el 2009, 1 era un supermercat, 1 una botiga de menys de 120 m², 1 una fleca, 2 carnisseries, 1 una llibreria, 1 una botiga de mobles i 1 una floristeria.
L'any 2000 a Saint-Séverin hi havia 22 explotacions agrícoles que ocupaven un total de 522 hectàrees.

## Equipaments sanitaris i escolars
L'únic equipament sanitari que hi havia el 2009 era una farmàcia.
El 2009 hi havia una escola elemental integrada dins d'un grup escolar amb les comunes properes formant una escola dispersa.

## Poblacions més properes
El següent diagrama mostra les poblacions més properes.